# Jacob Wackernagel
Jacob Wackernagel (født 11. december 1853 i Basel, død 22. maj 1938) var en schweizisk sprogforsker. Han var søn af Wilhelm Wackernagel.
Wackernagel blev ekstraordinær professor ved Basels Universitet i sammenlignende sprogvidenskab 1881 og professor i Göttingen i græsk sprog og litteraturen 1902. Fra 1915 var han på ny professor i Basel. Han var siden 1915 medlem af Vetenskapssocieteten i Uppsala og blev 1928 indvalgt som udenlandsk medlem af Kungliga Vetenskapsakademien.
Wackernagel var en af sin samtids førende autoriteter på den sammenlignende og klassiske sprogvidenskabs område. Blandt hans værker mærkes Altindische grammatik (1896; 2. oplag 1905), Sprachliche Untersuchungen zu Homer (1916) och Vorlesungen über Syntax mit besonderer Berücksichtigung von Griechisch, Lateinisch und Deutsch (2 bind, 1920, 1924).